# Angela Cullen

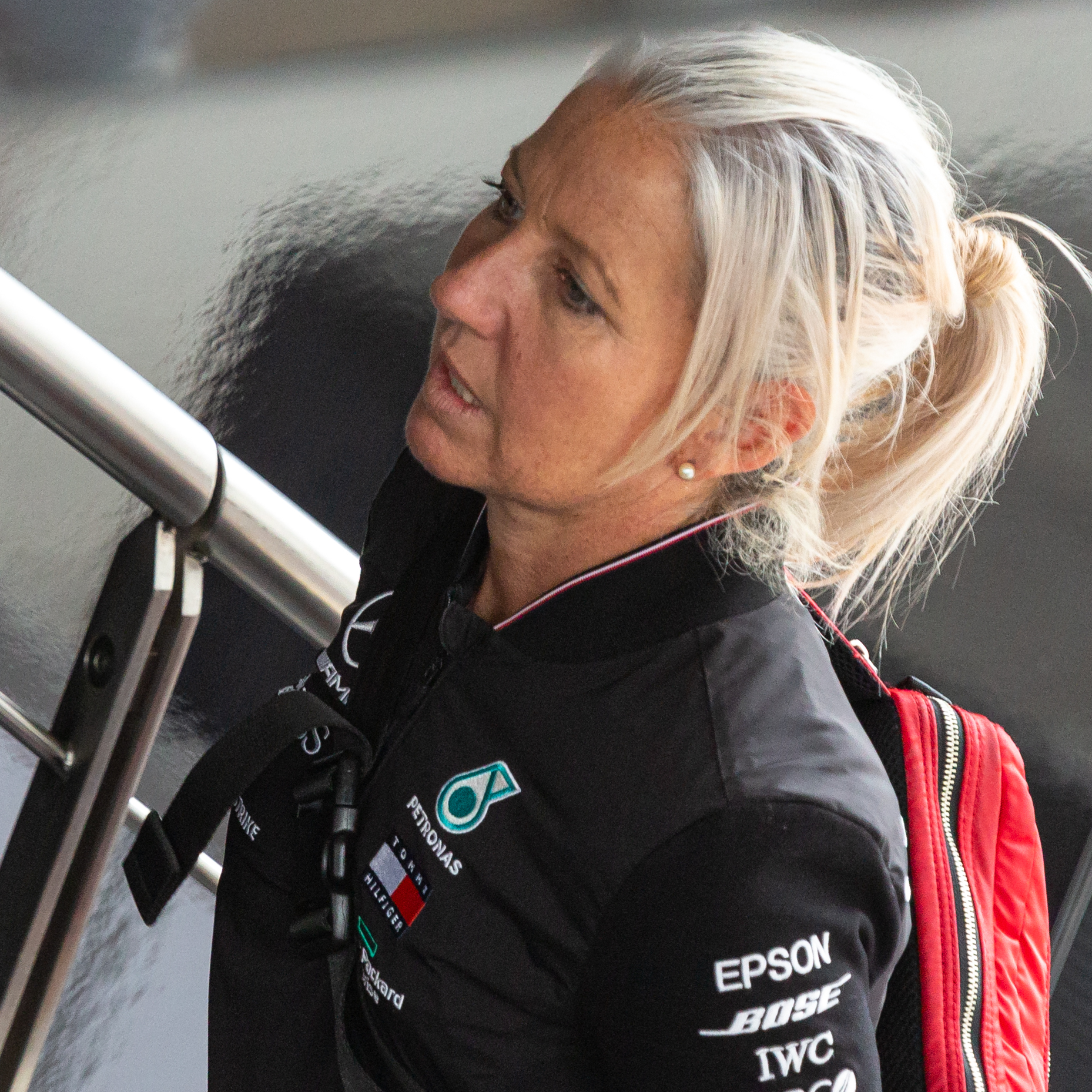
Cullen im Jahr 2020

Angela Cullen (* 5. August 1974 in Devonport, Neuseeland) ist eine neuseeländische Physiotherapeutin und ehemalige Feldhockeyspielerin. Seit 2015 arbeitet sie für Hintsa Performance und ist mit dem Mercedes AMG Petronas F1 Team verbunden. Sie ist vor allem als ehemalige Physiotherapeutin und Vertraute des siebenmaligen Formel-1-Weltmeisters Lewis Hamilton bekannt, den sie bis zum Formel 1 GP in Saudi-Arabien 2023 betreute.

## Biografie
Cullen spielte zwischen ihrem 15. und 21. Lebensjahr auf internationaler Ebene Hockey für Neuseeland. Sie hat einen Abschluss in Gesundheitswissenschaften und Physiotherapie.
Cullen arbeitete am English Institute of Sport in London als leitende Physiotherapeutin und unterstützte die britische Olympiamannschaft, UK Athletics, das britische Triathlonteam und andere Firmenkunden. In der britischen Olympiamannschaft arbeitete sie mit den 100- und 200-Meter-Sprintern und der 4-mal-100-Meter-Staffel, wobei letztere bei den Olympischen Sommerspielen 2004 in Athen eine Goldmedaille gewann.
Cullen unternahm 2006 eine Radtour von Feuerland nach Kolumbien, bei der sie täglich bis zu 155 Meilen zurücklegte. Später war sie leitende Beraterin für SPARC High Performance in Neuseeland. Cullen arbeitete auch mit der New Zealand Academy of Sport und Sport New Zealand zusammen.
Im Jahr 2015 schloss sich Cullen dem Unternehmen Hintsa Performance an. Nach dem Tod von Aki Hintsa, einem Mentor Hamiltons, wurde sie Hamiltons Physiotherapeutin und Assistentin. Cullen übernahm diese Rolle im Jahr 2016 und wird auch als seine Chauffeurin und Vertraute bezeichnet.

## Persönliches
Cullen ist verheiratet, hat zwei Kinder, einen Sohn und eine Tochter, und lebt in der französischen Alpenregion.